# Tubularia crassa
Tubularia crassa är en nässeldjursart som beskrevs av John Fraser 1941. Tubularia crassa ingår i släktet Tubularia och familjen Tubulariidae. Inga underarter finns listade i Catalogue of Life.